# 妮哈·杜比亞
妮哈·杜比亞（英語：Neha Dhupia，1980年8月27日—）是印度女演員和選美皇后。她的主要作品是寶萊塢、泰卢固语和马拉雅拉姆语电影。
她較受歡迎的電影有《Tumhari Sulu》（2017）和《Singh Is Kinng》（2008）等等。
杜比亞的丈夫安格·貝迪（Angad Bedi）亦是一位演員和模特兒。兩人在2018年5月10日举行了私人婚礼。

## 外部連結
- 妮哈·杜比亞在互联网电影资料库（IMDb）上的資料（英文）